# Azoweć Berdiańsk
Azoweć Berdiańsk (ukr. ФК «Азовець» Бердянськ) – ukraiński klub piłkarski z siedzibą w mieście Berdiańsk, w południowo-wschodniej części kraju, założony w 1962 roku.

## Historia
Chronologia nazw:
- 1962: Azoweć Berdiańsk (ukr. «Азовець» Бердянськ, ros. «Азовец» Бердянск)
- 1989: klub rozwiązano
- 2005: Azoweć Berdiańsk (ukr. «Азовець» Бердянськ)

Drużyna piłkarska Azoweć została założona w Berdiańsku, w obwodzie zaporoskim w sierpniu 1962 roku i reprezentowała miejscowy zakład „Dormasz”. Wcześniej w zakładzie funkcjonowała drużyna "Maszynobudiwnyk". Do klubu dołączyło siedmiu zawodników lokalnego rywala Enerhii oraz kilka z Torpedy. Wzmocniony zespół startował w rozgrywkach mistrzostw i Pucharu obwodu zaporoskiego. W 1962 jako mistrz obwodu walczył z Metałurhiem Zaporoże w barażach o miejsce w Klasie B, 2 strefie ukraińskiej Mistrzostw ZSRR. W 1975, 1977 i 1978 występował w Mistrzostwach Ukraińskiej SRR. Potem kontynuował występy w rozgrywkach Mistrzostw i Pucharu obwodu, dopóki nie został rozwiązany pod koniec lat 80. XX wieku. 
W 2005 klub został reaktywowany i kontynuował występy w rozgrywkach Mistrzostw i Pucharu obwodu.

## Sukcesy
- Baraże do Klasy B Mistrzostw ZSRR:
  - finalista (1x): 1962
- Mistrzostwa obwodu zaporoskiego:
  - mistrz (1x): 1962
- Puchar obwodu zaporoskiego:
  - zdobywca (1x): 1977
- Mistrzostwa Berdiańska:
  - mistrz (3x): 1993, 1995, 1996
  - wicemistrz (2x): 1992, 2006
  - brązowy medalista (6x): 1994, 1999, 2003, 2007, 2008, 2009
- Puchar Berdiańska:
  - zdobywca (2x): 1994, 1995
- Superpuchar Berdiańska:
  - zdobywca (1x): 2007.